# Ondrej Remiáš
Ondrej Remiáš (* 30. prosinec 1978, Nové Zámky) je slovenský divadelní manažer a od 1. srpna 2015 ředitel Horáckého divadla Jihlava.
Vystudoval Univerzitu Konstantina Filozofa v Nitře, kde se zaměřil na pedagogiku, informatiku a ekologii. V oblasti divadla se dlouhodobě angažuje v různých funkcích, včetně působení jako tajemník Rady pro neprofesionální divadlo na Slovensku (2004–2013), kde spoluorganizoval slovenské divadelní přehlídky a mezinárodní divadelní tábory.
V letech 2009–2015 pracoval jako marketingový manažer v Divadle Pôtoň v Bátovcích, kde měl na starost marketing a fundraising. V té době se také podílel na organizaci divadelních přehlídek a mezinárodních projektů.
Od svého nástupu do funkce ředitele Horáckého divadla Jihlava se podílel na jeho modernizaci a rozvoji. K hlavním projektům patří rekonstrukce divadelní budovy, vznik nových prostor (Zkušebna, Divadelní kavárna), realizace projektů jako "Dobrovstupenka" pro znevýhodněné skupiny diváků a přeměna divadla na dvousouborovou instituci.
Za jeho působení bylo divadlo v roce 2020 nominováno na Cenu divadelní kritiky v kategorii Divadlo roku a získalo několik nominací na Ceny Thálie.
Ondrej Remiáš je rovněž autorem několika mezinárodních divadelních spoluprací a pod jeho vedením se Horácké divadlo pravidelně účastní domácích i zahraničních festivalů.